# Asociación de Clubs de Baloncesto
La Asociación de Clubs de Baloncesto (ACB), anteriormente denominada Asociación de Clubes Españoles de Baloncesto (con las siglas ACEB), es una organización deportiva que aglutina y defiende los intereses de los clubes profesionales del baloncesto español.

## Historia
La constitución de la ACB se formalizó el miércoles 3 de marzo de 1982 en Madrid, mediante la firma de un acta notarial en la que estamparon su rúbrica Carlos Casas (Manresa E.B.), Juan Fernández (OAR Ferrol), Santiago Toca (Valladolid C.B.), José Cabrera (C.B. Canarias), Ángel Palmi (C.B. Granollers), Carlos Pastrana (La Salle Bonanova) y Santiago March (Joventut de Badalona). Eduardo Portela y José Antonio Gasca fueron los impulsores.
Desde la temporada 1983-1984, la ACB organiza anualmente la competición de élite del baloncesto masculino español, transformándose la antigua Liga Nacional en la nueva Liga ACB. La naciente organización contribuyó a profesionalizar y modernizar el baloncesto español y a intentar convertir la Liga Nacional en la segunda competición nacional más importante del mundo tras la NBA al implantar una filosofía de deporte-espectáculo: venta conjunta de los derechos de transmisión por televisión, instauración de los play offs por el título y un Partido de las Estrellas (a semejanza del All-Star Game de la NBA), fase final de la Copa del Rey (primero con cuatro equipos, luego con ocho), y creación de la Supercopa de España entre el ganador de Liga y Copa (entre 1984 y 1987 para luego ser resucitada en 2004 con un nuevo formato de cuatro equipos). Además, en 1985 introdujo el All Star de la ACB que se celebraba a mitad de temporada (emulando al de la NBA). Durante un fin de semana se disputaba el partido Norte contra Sur, el Concurso de mates y el concurso de triples. Sin embargo, el partido de las estrellas fue abandonado en la temporada 2002-03 siendo el último encuentro el disputado el 5 de abril de 2003, mientras que el concurso de mates y de triples pasó a formar parte del fin de semana de la Supercopa que daba comienzo a la temporada hasta la desaparición definitiva (el de mates en la 2012-13 y el de triples en la 2019-20). Asimismo, en el año 2004 la ACB creó la Minicopa del Rey. Por último, cabe destacar el Torneo Internacional de Clubes (1983-1991), también denominado "Memorial Héctor Quiroga" (en homenaje al célebre periodista), que fue la competición oficial entre campeones continentales europeos, cuyo título oficial organizaba la ACB.
El primer presidente de la ACB fue el entonces máximo dirigente del C.B. Granollers, Antonio Novoa (1982-1986). El directivo responsable de la sección de Baloncesto del Real Madrid Mariano Jaquotot (1986) le sucedió en el cargo y Juan Fernández, presidente del OAR Ferrol, fue el último mandatario vinculado directamente a un club asociado (1986-1987). El primero independiente fue Evaristo del Río (1987-1990) y el segundo fue Eduardo Portela (1990-2011), que pasó a ser presidente de Honor. El máximo representante, en su lugar, fue Albert Agustí, como director general ejecutivo (2011-2013). Esther Queraltó y Gerard Freixa tomaron el relevo ejecutivo a nivel interno hasta que se recuperó la figura de presidente con la elección de Francisco Roca (2014-2017) y en el periodo de transición hasta el nombramiento de Antonio Martin en 2018, junto a José Miguel Calleja como director general. Todos los directivos tienen que responder anualmente de su gestión a la Asamblea General, que representa a los clubes que toman parte en la competición.
Portela presidía la ACB desde 1990 y, un año después, impulsó la creación de la ULEB. La ACB tiene su sede en la ciudad de Barcelona y desde 2016, oficina en Madrid.